# Zlatá medaile Roberta Capy
Zlatá medaile Roberta Capy je ocenění, udělované za „nejlepší publikovanou fotografickou zahraniční reportáž, která si vyžádala mimořádnou odvahu a podnikavost“.
Je udělována každoročně americkou společností Overseas Press Club (OPC). Byla pojmenována podle válečného fotografa Roberta Capy. První Zlatá medaile byla udělena v roce 1955 Howardu Sochurkovi.

## Vítězové
- 2023: Samar Abu Elouf[3]
- 2022: Marcus Yam[4]
- 2021: Anonymous[5], "Myanmar in Turmoil", Getty Images
- 2020: Kiana Hayeri[6], "Where Prison Is a Kind of Freedom", The New York Times Magazine
- 2019: Dieu Nalio Chery[7], "Haiti: Nation on the Brink", Associated Press
- 2018: Carolyn Van Houten, The Washington Post za cyklus „The road to Asylum: Inside the migrant caravans“.[8]
- 2017: Carol Guzy[9] za Scars Of Mosul: The Legacy of ISIS[10], Zuma Press.[11]
- 2016: Bryan Denton a Sergey Ponomarev[12] za What ISIS Wrought[13], The New York Times.[14][15]
- 2015: Bassam Khabieh[16][17] za Field Hospital Damascus, Reuters.
- 2014: Marcus Bleasdale[18] za Central African Republic Inferno, Human Rights Watch, National Geographic.
- 2013: Tyler Hicks[19] za Attack on a Kenyan Mall, The New York Times.
- 2012: Fabio Bucciarelli za Battle to Death, volný fotograf pro AFP
- 2011: André Liohn, "Almost Dawn in Libya" zpravodajství z Občanské války v Libyi (2011), Prospekt Photographers for Newsweek - ICRC.
- 2010: Agnes Dherbeys, Violence Erupts in Thailand.
- 2009: Khalil Hamra, Associated Press, Válka v Gaze.
- 2008: Shaul Schwarz, Getty Images, Violences au Kenya à la suite de l'élection présidentielle de décembre 2007.
- 2007: John Moore, Getty Images, za dokumentaci atentátu na Bénazíru Bhuttovou.[20]
- 2006: Paolo Pellegrin, Magnum, "True Pain: Israel & Hizbullah".
- 2005: Chris Hondros, Getty Images, "One Night In Tal Afar".
- 2004: Ashley Gilbertson (Aurora), The New York Times, "The Battle for Fallujah".
- 2003: Carolyn Cole, The Los Angeles Times, "zpravodajství z konfliktu: Irák a Libérie".
- 2002: Carolyn Cole, The Los Angeles Times, "Church of the Nativity: In the Center of the Siege".
- 2001: Luc Delahaye (Magnum) za Newsweek, "Afghánistán".
- 2000: Chris Anderson (Aurora), The New York Times Magazine, "Desperate Passage".
- 1999: John Stanmeyer (SABA), Time, "The Killing of Bernardino Guterres in Dili, East Timor".
- 1998: James Nachtwey (Magnum), Time, "Indonesia: Descent into Madness".
- 1997: Horst Faas/Tim Page, Random House, "Requiem: By the Photographers Who Died in Vietnam and Indochina".
- 1996: Corrine Dufka (Reuters), "Libérie: From a Dead Man’s Wallet".
- 1995: Anthony Suau, Time, "Grozny: Russia’s Nightmare".
- 1994: James Nachtwey (Magnum), Time Magazine, "Election Violence za South Africa".
- 1993: Paul Watson, The Toronto Star, "Mogadishu".
- 1992: Luc Delahaye, Sipa Press, "Sarajevo: Life in the War Zone".
- 1991: Christopher Morris, Black Star, Time.
- 1990: Bruce Haley, Black Star, U.S. News & World Report.
- 1989: David Turnley, Black Star & The Detroit Free Press, "Revolutions in China and Romania".
- 1988: Chris Steele-Perkins (Magnum), Time, "Graveside Terror".
- 1987: Janet Knott, The Boston Globe, "Democracy: What Price?".
- 1986: James Nachtwey, Time / GEO (německá edice), "Island at War".
- 1985: Peter Magubane, Time, "Cry for Justice: Cry for Peace".
- 1984: James Nachtwey (Black Star), Time, "Photos of El Salvador".
- 1983: James Nachtwey, Time, "Libanon".
- 1982: Harry Mattison, Time.
- 1981: Rudi Frey, Time.
- 1980: Steve McCurry, Time.
- 1979: Kaveh Golestan, Time.
- 1978: Susan Meiselas, Time.
- 1977: Eddie Adams (The Associated Press), „Loď bez úsměvu“, o Vietnamcích v loďkách.
- 1976: Catherine Leroy (Gamma), Time, zpravodajství z pouličních nepokojů v Bejrútu.
- 1975: Dirck Halstead, Time, zpravodajství z Vietnamu.
- 1974: W. Eugene Smith, Camera 35.
- 1973: David Burnett, Raymond Depardon, Charles Gerretsen (Gamma Presse Images), "Chili".
- 1972: Clive Limpkin, Penguin Books, Bitva o Bogside.
- 1971: Larry Burrows, Life.
- 1970: Kjóiči Sawada (United Press International).
- 1969: Anonymní český fotograf, Look, "A Death to Remember" (později se ukázalo, že se jedná o Josefa Koudelku).
- 1968: John Olson, Life, Bitva o Hue.
- 1967: David Douglas Duncan, Life a ABC.
- 1966: Henri Huet, The Associated Press.
- 1965: Larry Burrows, Life.
- 1964: Horst Faas (The Associated Press), zpravodajství z Vietnamu.
- 1963: Larry Burrows, Life, barevné fotografie z války ve Vietnamu.
- 1962: Peter Dehmel a Klaus Dehmel, NBC, The Tunnel.
- 1960: Yung Su Kwon, NBC, dokumentace japonských nepokojů v době příjezdu Jamese Hagertyho.
- 1959: Mario Biasetti, CBS.
- 1958: Paul Bruck, CBS, zpravodajství z Libanonu.
- 1956: John Sadovy, Life.
- 1955: Howard Sochurek, Magnum, za cyklus Life.